# 리즈 (1977년)
리즈(영어: Leeds, 본명: 엄지선, 1977년 12월 30일 ~ )는 대한민국의 가수이다. 1993년 캐나다로 이주해, 캘거리 대학교에서 성악을 전공하다가 가수로 데뷔하기 위해 귀국하여 하광훈이 프로듀싱한 데뷔 앨범 《First Secret Story》를 발표하였지만 주목받지 못하였고 약 2년 간의 휴식 후 이가 엔터테인먼트로 소속사를 옮겼다. 이후 '엄지선'이라는 이름 대신 리즈(Leeds)로 활동명을 바꾸었으며 정규 1집 타이틀 곡 〈그댄 행복에 살텐데〉를 발표하면서 정식 데뷔하였다. 
한편 그녀는 2005년 한국에서 가수 활동을 계속하기 위하여 캐나다 영주권을 포기한 바 있다.

## 학력
- 동국대학교 문화예술대학원 석사 과정 재학중

## 음반

### 정규/싱글/EP
- 《First Secret Story》 (2000년)
- 《Obsession》 (2002년)
- 《As Leeds》  (2003년)
- 《Memory (Remake)》 (2004년)
- 《The Land Of Dream》  (2007년)
- 《The Old School》 (2007년)
- 〈너를 향한 마음〉 (2009년)
- 〈Love You〉 (2009년)
- 〈이 일을 어쩌면 좋을까요〉 (2011년)
- 〈Sweety (with OUI)〉 (2015년)
- 〈너란 병〉 (2016년)
- 〈사랑을 아세요?〉 (2017년)
- 〈보고싶다〉 (2017년)
- 〈괜히 말했어〉 (2019년)

### 참여 OST
- 《파송송 계란탁 OST》  (2005년)
- 《작은 연금술사 OST - 〈1234 Lalalala〉》 (2016년)
- 《두 번째 남편 OST - 〈후회가 돼〉》 (2021년)

### 참여 음반
- 《The Winter》 (2002년)
- 《에픽하이 1집 - Map of the Human Soul》 (2003년)
- 《Amazing Christmas》 (2003년)
- 《Blue Christmas》 (2003년)
- 《새미 1집 - 흐린날》 (2005년)
- 《12 Memories Of Love》 (2006년)
- Peacenik 싱글 〈Let's Bottoms Up〉 (2015년)